# Poema de Yuçuf

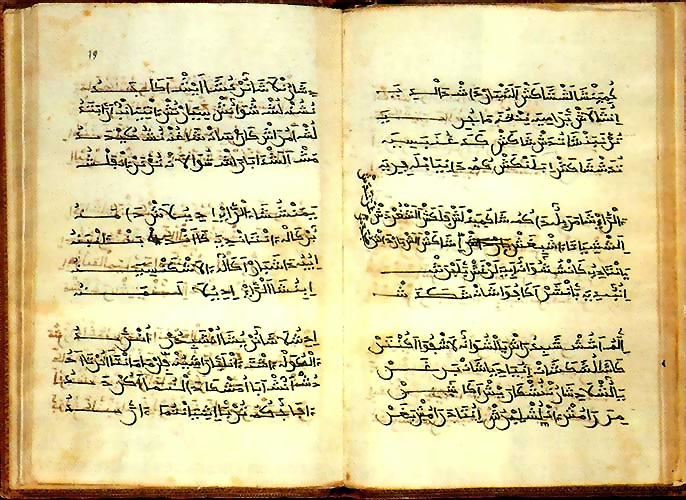
Manuscrito B del Poema de Yuçuf.

El Poema de Yuçuf es un poema anónimo aljamiado (escrito en aragonés con caracteres arábigos) del siglo XIV en estrofas de cuaderna vía, por un morisco de Aragón. El texto se descubrió incompleto, aunque se conservan unos 380 versos. Se cree que el poema fue redactado originalmente en el siglo XIII, aunque este primer original se ha perdido.
Se ha transmitido en dos códices, uno conservado en la Real Academia de la Historia (fechado a mediados del siglo XIV) y el otro en la Biblioteca Nacional (de mediados del siglo XVI), en Madrid. El primero se halló enterrado en una cueva cercana a Morés (Zaragoza), zona conocida por haber sido habitada en tiempos medievales por moriscos y que aún conserva una huella árabe. El más difundido, completo y mejor conservado, es el manuscrito B, escrito, según Menéndez Pidal, en un aragonés muy castellanizado, en tanto que el manuscrito A utiliza un aragonés que presenta los rasgos fónicos, morfosintácticos y léxicos más típicos de esta lengua románica. Siguiendo al mismo crítico, el poema data de la segunda mitad del siglo XIV y está destinado a mudéjares. El dato cronológico se ve confirmado por el estadio de irregularidad métrica de la estrofa de cuaderna vía.
Cuenta la historia del patriarca José, uno de los doce hijos de Jacob, pero no sigue el Antiguo Testamento sino la tradición islámica. Su contenido refleja el comentario a la azora XII del Corán (Sûrat Yûsuf), y se completa con la Leyenda Dorada (siglo XIII) de Jacobo de la Vorágine y la Sefer hayašar, una colección hebrea de leyendas. Un poema medieval que trata el mismo asunto, las Coplas de Yoçef, se inspira sin embargo en la tradición bíblica y en el historiador hebreo Flavio Josefo.
El poema relata la historia de José/Yuçuf y los celos que provoca en sus hermanos, que lo maltratan y abandonan. Yusuf es vendido como esclavo y llevado a Egipto, donde se educa con la reina, esposa de Putifar (en el poema, Zalifa), convertida en su madrastra, que se enamora, junto con sus damas, de él, debido en parte a la admiración por sus milagros y predicciones. Sus hermanos y su padre lo creen muerto, pero un lobo revela a Jacob que su hijo predilecto está vivo. José ha caído en desgracia y es encarcelado, pero su habilidad descifrando los sueños de los sirvientes del rey, le granjean su libertad. El relato termina (según el manuscrito B, más completo) con la llegada de sus hermanos a Egipto, la anagnórisis con el hermano menor Benjamín, quien sí quería a José, y el regreso de sus aquellos avergonzados por su anterior comportamiento.
Según Antonio Pérez Lasheras, en el poema brilla la capacidad para la expresión de emociones y destacan los pasajes de intensidad lírica, a pesar de la obligación de mantener el conocido desarrollo narrativo. Como ejemplo aduce un momento en el que, tras ser abandonado y apaleado por sus hermanos, Yusuf se lamenta (estrofa 17):

Non querás que finque sin padre y sin madre,
y non querás que muera desamparado de fambre;
dadme agua de fuente o de río o de mare [...]

Más adelante, encontramos una lírica descripción del paisaje y las circunstancias ambientales, un hecho poco frecuente en la literaturas románicas o neolatinas de este periodo, aunque no tanto en la tradición literaria andalusí (estrofa 59):

Cuando entroron por la villa, las gentes se maravellaban;
el día era nublo y él lo aclaría,
maguer que yera escuro, él bien lo blanquiaba,
e non pasó por escura que no la feziese él alborada.